# Katerína Daláka
Katerína Daláka, en grec moderne : Κατερίνα Δαλάκα, née le 20 août 1992, est une coureuse de haies grecque. Originaire de Kateríni, elle fait partie du club de l'AEK Athènes. Elle a remporté des médailles d'or aux Jeux panhelléniques, aux Championnats des Balkans d'athlétisme 2016 et 2017 sur le 400 m haies ainsi que sur le 100 m, le 200 m, le relais 4×100 m et le relais 4×400 m.